# Chiesa di San Gottardo (Val Brembilla)
La chiesa di San Gottardo è il principale luogo di culto cattolico di Laxolo, frazione di Val Brembilla, in provincia e diocesi di Bergamo; fa parte del vicariato di Brembilla-Zogno.

## Storia
Già nel Quattrocento è indicata la presenta di una cappella campestre nella località di Giovanni di Laxolo che fu poi ampliata e abbellita più volte nel seguire del tempo fino alla completa demolizione alla fine dell'Ottocento e all'edificazione del nuovo edificio di culto.
Nell'autunno del 1575 san Carlo Borromeo arcivescovo di Milano, visitò la bergamasca e l'8 ottobre era nella località detta "contrata Laxoli". Dagli atti si desume che era sussidiaria della chiesa parrocchiale di San Giovanni Battista di Brembilla.
Il 23 settembre 1919 il vescovo Luigi Maria Marelli elevò la chiesa a parrocchiale, smembrandola da quella di Brembilla. Questo portò alla necessità di costruire un nuovo edificio di culto. Per la progettazione fu incaricato l'ingegnere Gianfranco Mazzoleni di Bergamo. La nuova chiesa fu iniziata nel 1936 e terminata due anni dopo grazie al contributo sia finanziario sia di lavoro della comunità di Laxolo. La nuova chiesa fu consacrata e intitolata a san Gottardo e alla nostra Signora del Sacro Cuore dal vescovo Adriano Bernareggi il 5 febbraio 1938.
Con decreto del 27 maggio 1979 del vescovo Giulio Oggioni la parrocchiale fu inserita nel vicariato locale di Brembilla-Zogno.
Nel Novecento l'edificio fu oggetto di lavori di mantenimento con la posa delle nuove vetrate istoriate nel 1996 e ammodernamento con la collocazione dell'altare comunitario in ottemperanza delle disposizioni del concilio vaticano II.

## Descrizione
L'edificio di culto, posto centrale alla frazione, presenta la facciata in pietra a vista, anticipata da un ampio sagrato con pavimentazione in bolognini di porfido. La facciata è caratterizzata da un ampio e profondo sfondato a tutto sesto, dove vi è il portale con contorno in cotto. Nella parte superiore vi è una finestra atta a illuminare l'aula. Il frontone termina con il tetto a due falde.
L'interno a croce latina si divide nella prima parte da lesene in tre campate. Le lesene in muratura sorreggono la volta a botte, mentre la zona del transetto a copertura da tazza circolare. L'aula conserva sulle parete molti dipinti provenienti dall'antica chiesa, risalenti al Seicento e Settecento. Le tele La disputa di Gesù fra i Dottori e la consegna delle chiavi a San Pietro sono del XVI secolo forse di scuola moroniana, la Madonna col Bambino e angeli posto come pala d'altare del genovese Bernardo Castello: molti abitanti di Laxolo migravano a Genova per motivi di lavoro.